# Sergio Asenjo
Sergio Asenjo Andrés, född 28 juni 1989 i Palencia, är en spansk före detta fotbollsmålvakt.

## Karriär
Asenjo debuterade i moderklubben Valladolid säsongen 2006-2007. Inför säsongen 2009-2010 skrev Asenjo på ett fyraårskontrakt med Atlético Madrid. Efter att ha drabbats av en knäskada i maj 2010 hade Asenjo svårt att återta platsen som förstamålvakt från David de Gea när han rehabiliterat skadan i november samma år, i december blev han sedan utlånad till Málaga för resten av säsongen.
Han har även spelat i Spaniens U21-landslag.